# Орнос, Мануэль
Мануэль Орнос (18 июля 1807, Энтре-Риос — 15 июля 1871, Буэнос-Айрес) — аргентинский военный, принимавший участие в гражданских войнах в Аргентине и в Парагвайской войне.

## Военная карьера
Родился 18 июля 1807 года в провинции Энтре-Риос. Владелец ранчо, он вступил в армию своей провинции во времена губернатора Лусио Норберто Мансильи (1821—1824) и поддерживал его преемника Хуана Леона Соласа (1824—1830). После свержения Хуана Леона Соласа в 1830 году Орнос бежал в соседний Уругвай, переплыв реку Уругвай.
Во время гражданской войны, вспыхнувшей в Уругвае в 1836 году, Мануэль Орнос сражался в рядах 1-го президента Фруктуосо Риверы в сражениях при Карпинтерии (1836) и Пальмаре (1838).
В 1840 году он присоединился к кампании генерала Хуана Лавалье против губернатора Буэнос-Айреса Хуана Мануэля де Росаса и губернатора Энтре-Риоса Паскуаля Эчагуэ. Он сопровождал его на протяжении всей кампании и сыграл важную роль в разгромах Кебрачо Эррадо (1840) и Фамайллы (1841).
Незадолго до смерти Хуана Лавалье Мануэль Орнос присоединился к группе уроженцев Корриентеса, которые пересекли Чако и вошли в Корриентес, а затем присоединились к силам Хосе Марии Паса. Он отличился в битве при Каагуасу (1841), которая стала окончательным поражением Эчагуэ, и участвовал во вторжении Паса в провинцию Энтре-Риос. Он вернулся в Корриентес, когда Пас был изолирован в Паране, и возглавил часть кавалерии Корриентеса в битве при Арройо-Гранде (1842).
После этого поражения Орнос вместе с Риверой переправился в Уругвай и в небольшом сражении разбил генерала Эухенио Гарсона, за что был произведен в чин полковника. В 1846 году он недолгое время был комендантом города Пайсанду, но был изгнан Сервандо Гомесом. Долгое время Пайсанду оставался важным оплотом белой партии. Губернатор провинции Энтре-Риос Хусто Хосе де Уркиса конфисковал все его имущество в провинции, находившейся под его контролем. В 1848 году, после падения Риверы, Мануэль Орнос бежал в Бразилию.
Орнос присоединился к армии Уркисы и участвовал в битве при Касеросе 3 февраля 1852 года. Он остался в Буэнос-Айресе и присоединился к революции 11 сентября. В ноябре того же года он возглавил одну из двух колонн из Буэнос-Айреса, атаковавших Энтре-Риос. Другой находился под командованием Хуана Мадариаги и быстро потерпел неудачу. Однако Орносу удалось добраться до окраин Консепсьон-дель-Уругвай, где он был разбит студентами колледжа этого города. Он отступил в Корриентес, где губернатор Хуан Пухоль, недавно обещавший помощь во вторжении, заставил его сдаться. Он отправился в Бразилию и вернулся в Буэнос-Айрес. Он был назначен главнокомандующим провинции.
Армия под командованием генерала Херонимо Косты вторглась в Буэнос-Айрес из Санта-Фе. Мануэль Орнос встретился с ним прежде, чем он смог присоединиться к федеральным гаучо, и победил его 8 ноября 1854 года на реке Эль-Тала, недалеко от Барадеро. Затем он отправился воевать с индейцами (в чем проявил себя весьма неискусно) в качестве командующего южной границей, базируясь в Асуле.
Он сражался в битве при Сепеде (1859), а также в битве при Павоне (1861), будучи командующим кавалерией Буэнос-Айреса. После этого последнего сражения он вместе с кавалерией, которую он спас от катастрофы, укрепился в Пергамино, куда федералы пришли его искать. Когда он уже был близок к поражению, пришло известие об отступлении Уркисы. Он был главнокомандующим кавалерии, которая вскоре вошла в Росарио. Он пытался убедить Бартоломе Митре вторгнуться в провинцию Энтре-Риос, но Митре отклонил его предложение, поскольку Уркиса согласился позволить Митре вторгнуться во всю страну в обмен на то, что его оставят в покое в Энтре-Риос.
В начале Парагвайской войны Мануэль Орнос был командиром передового кавалерийского отряда, известного как Авангардный корпус, и участвовал почти во всех важных сражениях. Авангардный корпус с первой дивизией под командованием генерала Никанора Касереса и второй дивизией под командованием самого Орноса. Он отличился в решающей победе при Туюти в ноябре 1867 года, которая принесла ему повышение до звания генерала. Однако с этого момента аргентинская кавалерия оставалась относительно бездеятельной.
В 1870 году Мануэль Орнос присоединился к войскам, вернувшимся с войны с Парагваем, чтобы противостоять революции Рикардо Лопеса Хордана в провинции Энтре-Риос. Он принимал участие в нескольких сражениях, играя второстепенную роль, поскольку национальная кавалерия не могла сравниться с эффективными всадниками Энтре-Риос. Из-за плохого здоровья он вышел в отставку в конце 1870 года. После поражения Лопеса Ордана он на время поселился в Консепсьон-дель-Уругвай. Однако остаток своей жизни он провел в Буэнос-Айресе, посвятив большую часть времени ставкам на скачки.
Он был похоронен на кладбище Ла-Реколета, а траурную речь произнес Бартоломе Митре.